# Lakshman Kadirgamar
Lakshman Kadirgamar (tamil. லக்ஷமன் கதிர்காமர், syng. ලක්ශමන් කදිර්ගාමර්; ur. 12 kwietnia 1932 w Kolombo, zm. 12 sierpnia 2005 tamże) – polityk Sri Lanki, minister spraw zagranicznych w latach 1994–2001 i od 2004.

## Życiorys
Studiował nauki prawne na Uniwersytecie Cejlonu oraz w Oxfordzie, praktykował jako adwokat na Sri Lance i w Wielkiej Brytanii. Był również konsultantem w Międzynarodowej Organizacji Pracy w Genewie. W życiu politycznym pozostawał związany z Partią Wolności Sri Lanki.
W 1994 został wybrany do parlamentu i po raz pierwszy objął funkcję ministra spraw zagranicznych w rządzie Sirimavo Bandaranaike. Po porażce wyborczej Partii Wolności (2001) był doradcą ds. polityki zagranicznej prezydent Chandriki Kumaratungi. Sam był z pochodzenia Tamilem, ale zdecydowanie wspierał prezydent Kumaratungę w jej polityce wrogiej Tamilskim Tygrysom. W 2003 bez powodzenia ubiegał się o stanowisko sekretarza generalnego Brytyjskiej Wspólnoty Narodów.
Po zwycięstwie wyborczym Partii Wolności Sri Lanki w kwietniu 2004 był wymieniany w gronie kandydatów na szefa rządu, ale ostatecznie ponownie otrzymał tekę spraw zagranicznych w gabinecie Mahindy Rajapaksy. W sierpniu 2005 padł ofiarą zamachu; śmiertelnie postrzelony przez nieznanego snajpera w swojej rezydencji, zmarł w szpitalu. Oskarżenia o zabójstwo kierowano głównie w stronę Tamilskich Tygrysów, jednak organizacja ta odrzucała zarzuty. Następcą Kadirgamara na stanowisku ministra spraw zagranicznych został Anura Bandaranaike (brat prezydent Chandriki Kumaratungi).